# Rue de la Nativité (Nijni Novgorod)
La rue de la Nativité (russe : Рождественская улица, Rojdestvenskaïa oulitsa) est une rue historique de Nijni Novgorod en Russie. C'est un véritable musée en plein air avec des maisons de pierre, la plus ancienne datant du milieu du XVIIIe siècle. Officiellement, il y a trente-cinq édifices inscrits au patrimoine architectural. Le plus fameux est l'église de la Nativité-de-la-Vierge-Marie (ou église Stroganov) dont la rue prend son nom.

## Histoire

### Les débuts et sous l'Empire russe

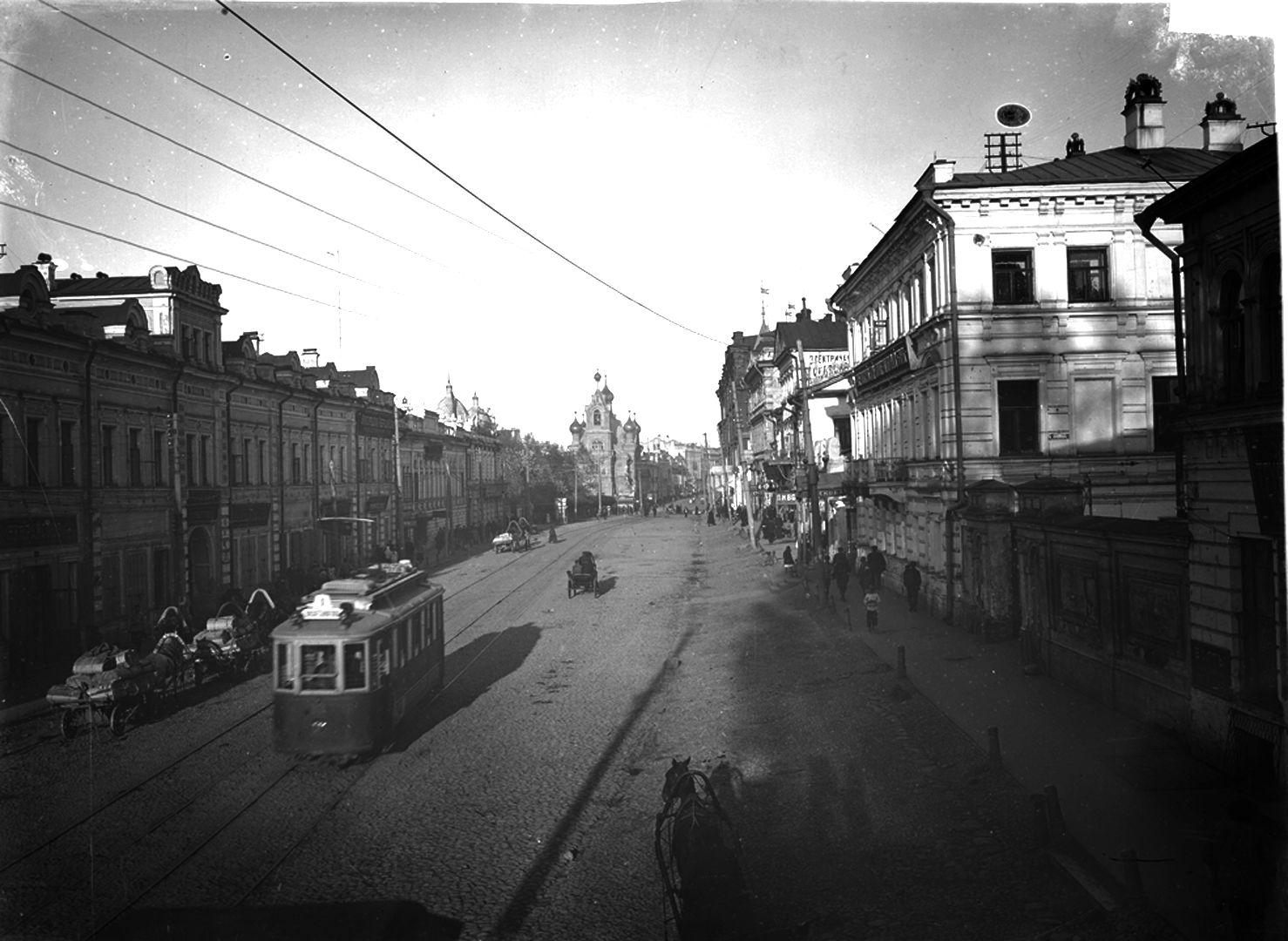
Église Saint-Côme-et-Saint-Damien (nouvelle, architecte L. Dahl).

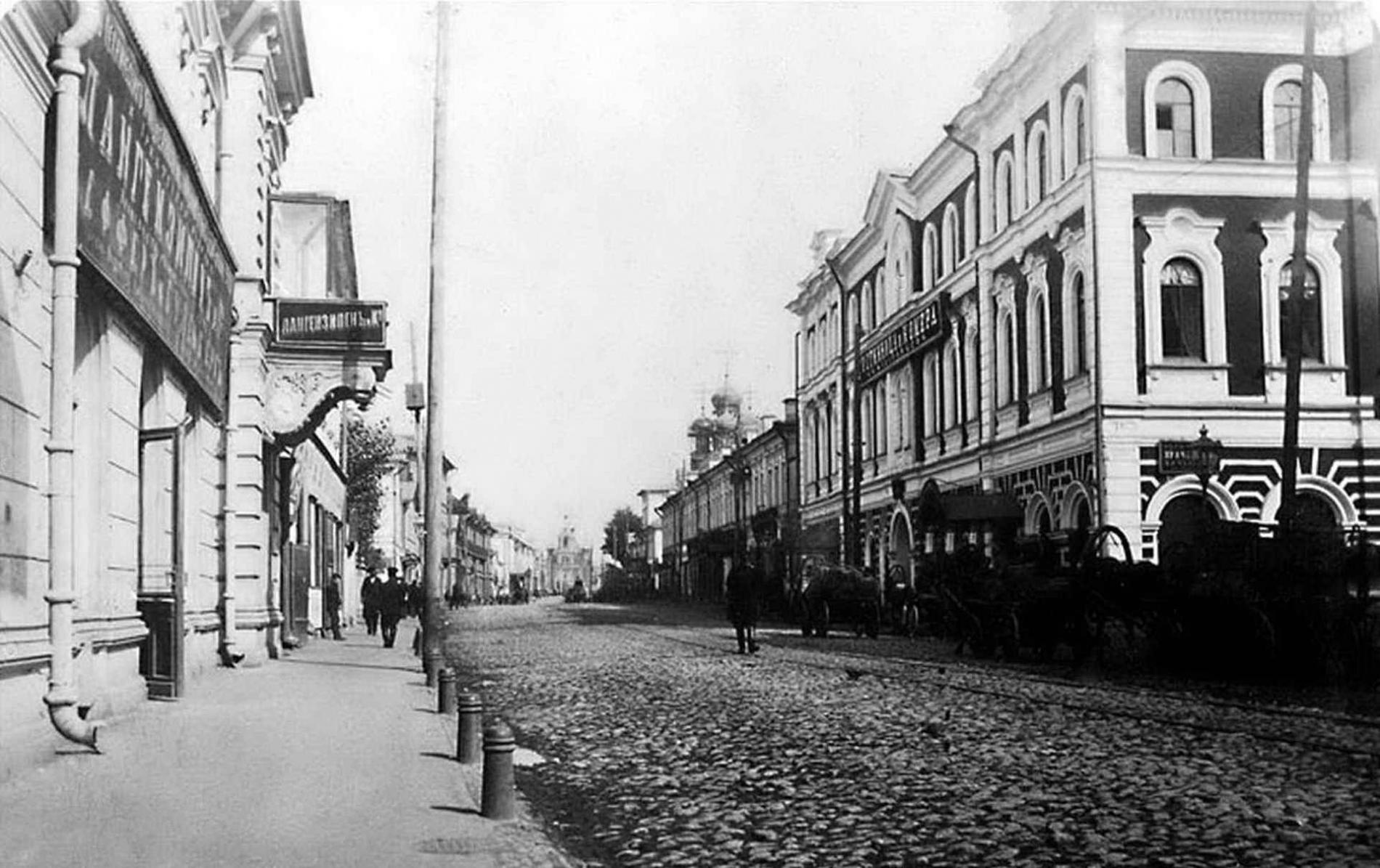
La rue en 1898.

Les premières habitations de cette rue datent de la fondation de la ville. Au XIVe siècle, c'est une partie de la limite des fortifications de bois, connues sous le nom d'ostrog bas.
Le XVIIe siècle est une période florissante du point de vue économique de l'histoire de la ville. Au début de ce siècle, la rue est appelée « rue Saints-Côme-et-Damien », d'après l'église du même nom située au milieu du possad bas. Mais en 1653, la nouvelle église de la Nativité-de-la-Vierge est construite et la rue est baptisée de son nom. Elle est à plusieurs reprises endommagée par des incendies. En 1719, le richissime marchand Grigori Dmitrievitch Stroganov construit juste à côté une nouvelle église de la Nativité-de-la-Vierge qui est préservée jusqu'à nos jours. Elle est appelée aussi « église Stroganov ».
Au début du XIXe siècle, l'ingénieur Agustín de Betancourt, dirige la reconstruction de Nijni Novgorod avec des maisons de pierre, pour éviter les incendies, et la rue est refaite. Elle est associée depuis 1816 à la foire de Nijni Novgorod qui se tient chaque année. De riches marchands construisent des hôtels particuliers, des immeubles de rapport et des banques. La rue est réaménagée en 1835-1839, lorsque est percée la place Sofronov qui devient un foyer d'affaires du marché bas (maintenant, c'est la place Markine). On trouve à la sortie de la rue vers le pont de l'Oka l'emplacement d'anciens dépôts démolis pour former la place Saint-Alexis (d'après la chapelle Saint-Alexis). Aujourd'hui cette place s'appelle la place de l'Annonciation.
L'exposition panrusse de 1896 transforme la rue de la Nativité. Dans la zone de la place de l'Unité et de la descente Pokhvalinski, des funiculaires sont mis en activité. En face du pont de l'Oka,  une station électrique est installée et le 21 juin 1896 le tramway fait son apparition dans la ville. La ligne, de 3,5 verstes de longueur, passe de Skoba (place de l'Unité) jusqu'au pont, reliant les funiculaires. Lorsque l'exposition est inaugurée, le passage Blinov et la bourse de commerce sont construits rue de la Nativité. Ils donnent aujourd'hui place Markine. 

### Époque soviétique

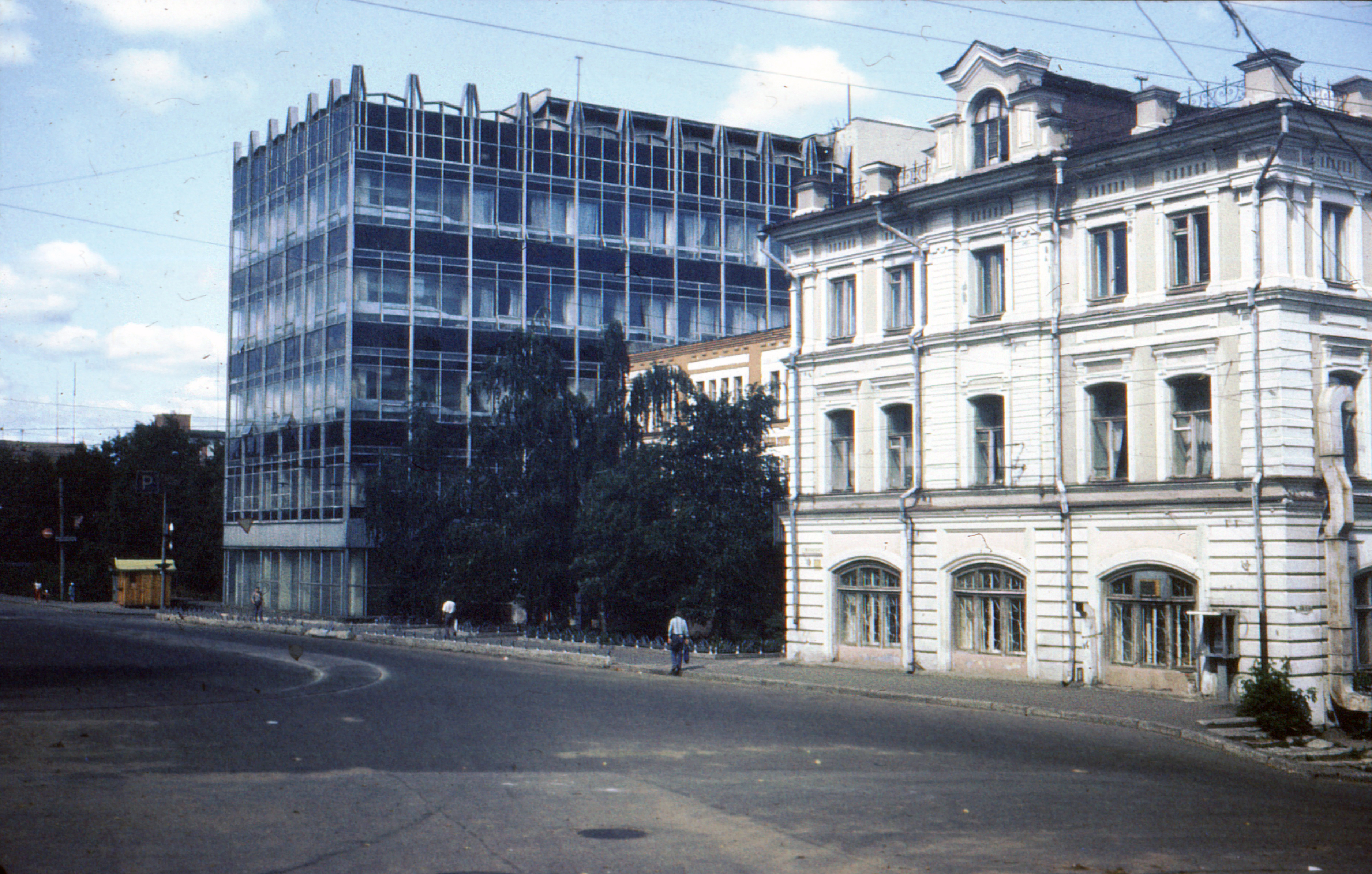
La rue Maïakovski à Gorki en 1985.

Après la Révolution d'Octobre et l'arrivée au pouvoir des bolchéviques, la rue prend le nom de « rue de la Coopérative » (Kooperativnaïa) en 1924, puis en 1940 la rue Maïakovski d'après le poète Vladimir Maïakovski (surnommée Maïakovka). Au cours de campagnes d'athéisme menées par les autorités, les églises Saint-Côme-et-Damien, l'église Saint-Nicolas et l'église de la Trinité sont démolies.
L'église Saint-Jean-Baptiste n'est pas détruite; mais elle perd ses dômes et son clocher. L'église de la Nativité devait être démolie elle aussi; mais grâce à de la documentation et à des collections de photographies réunies par son desservant, le P. Veïssov (qui fait aussi des conférences au ministère de la culture), qui prouvent son importance architecturale en URSS, elle est préservée, comme témoignage du baroque dit « Stroganov ». Pendant la Grande Guerre patriotique, elle sert de dépôt de produits pharmaceutiques. L'iconostase est préservée également. Plus tard, un musée de l'athéisme y est installé jusqu'en 1993.

### Période contemporaine

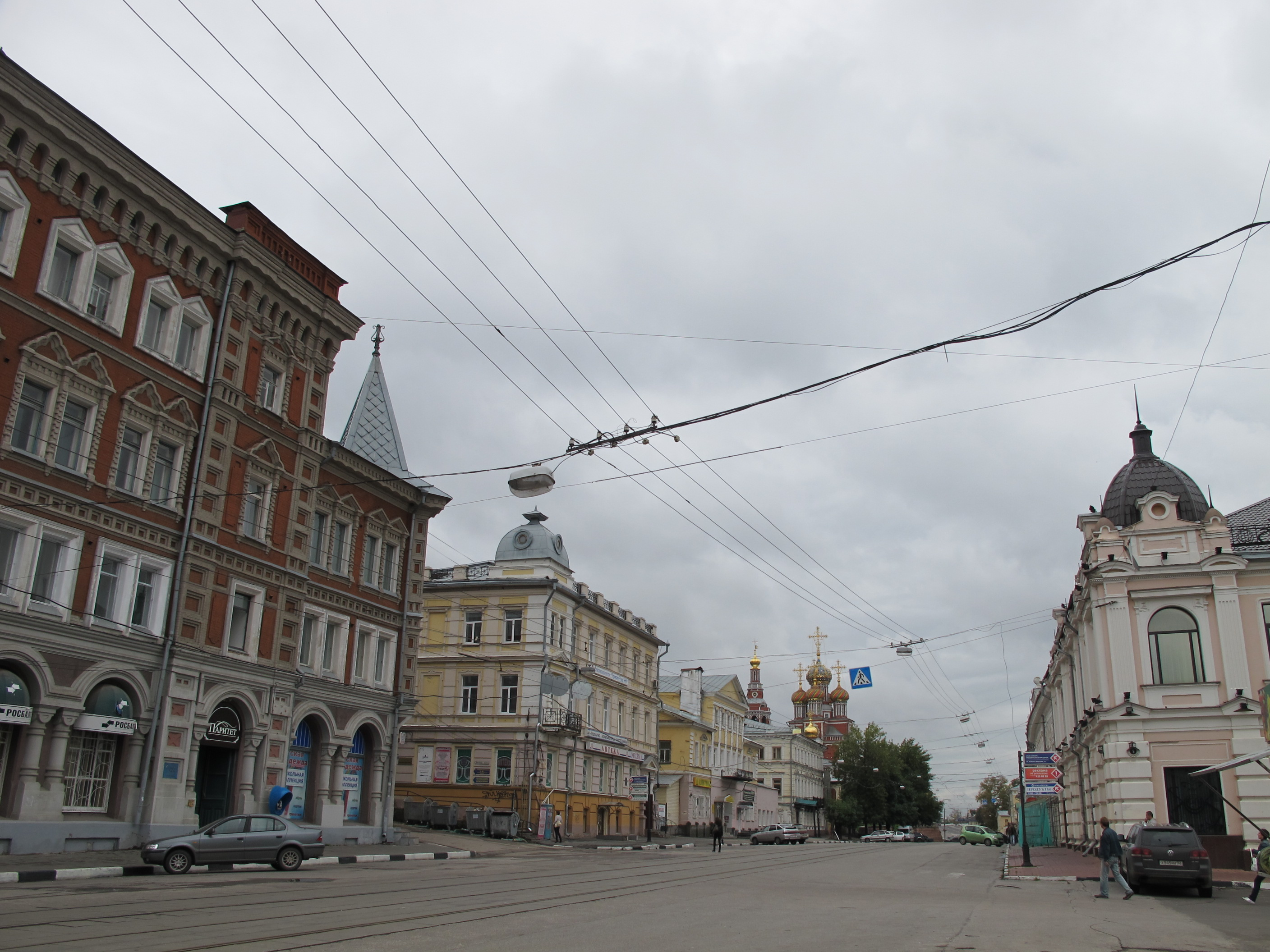
La rue avant les travaux de restauration de 2012.

La rue retrouve son nom historique après la dislocation de l'URSS; mais à cause de la crise économique des années 1990, bon nombre de bâtiments sont gravement détériorés et ne peuvent être encore réhabilités. La situation change heureusement en 2012 lorsque des travaux de fonds sont menés. La partie piétonnière est pavée, les façades sont restaurées et de nouveaux lampadaires sont installés. Aujourd'hui, la ligne de tramway n°11 dessert la rue.
Des sculptures sont installées aussi, comme dans la rue de l'Intercession; la plus populaire étant celle de l'artiste Constantin Makovski qui peignit L'Appel de Minine.

## Édifices remarquables

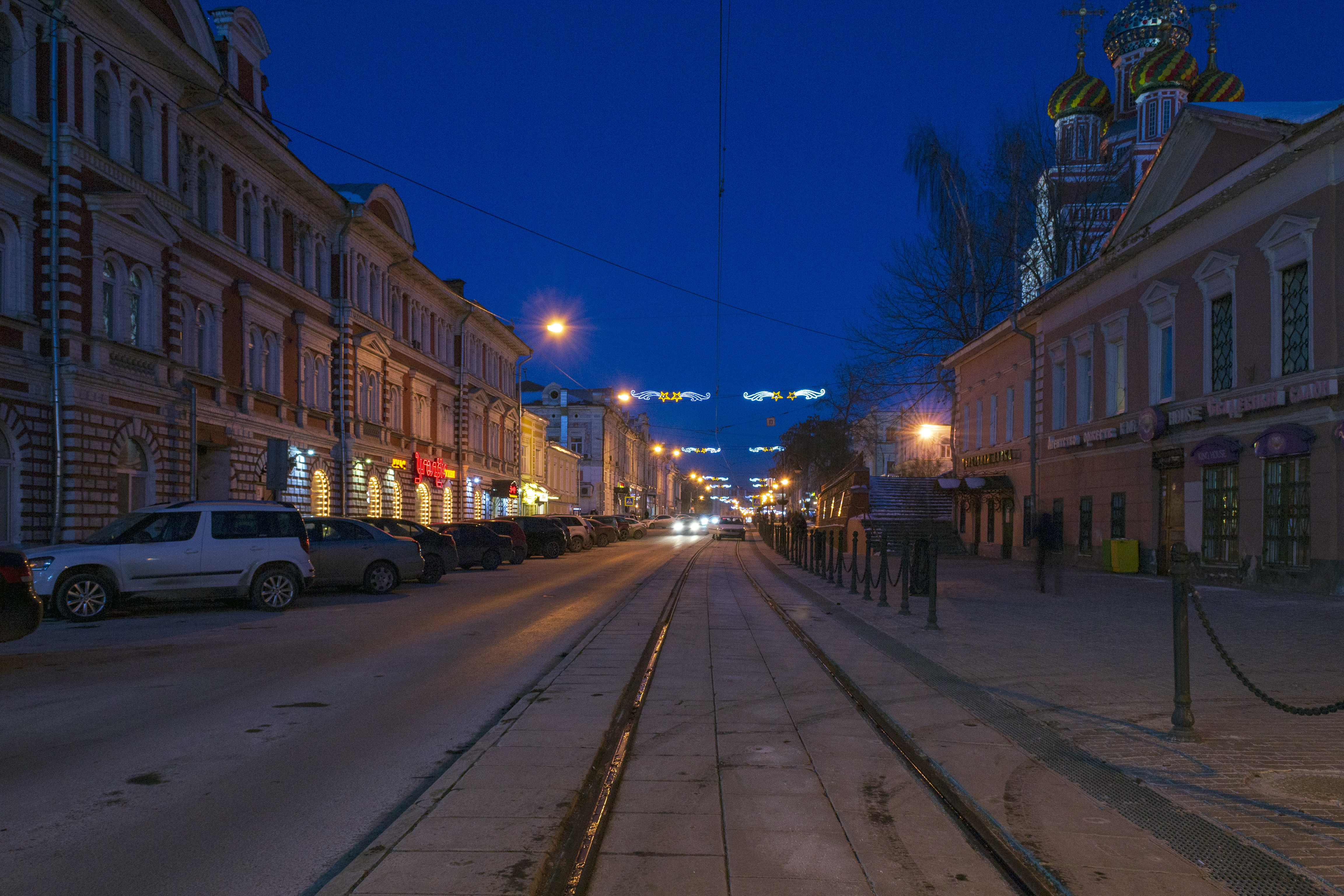
La rue de nuit en 2018.

- Asile pour nécessiteux Bougrov (au n° 2). Maxime Gorki le décrit dans Les Bas-Fonds.
- Maison de la Municipalité (au n° 6).
- Hôtel particulier Maximov (n° 14, 14a, 16).
- Hôtel particulier Zaïtsev (n° 20).
- Hôtel particulier Piatov (au n° 25).
- Immeuble de rapport Bougrov, où se trouvait la banque de la Volga et de la Kama (au n° 27).
- Hôtel particulier Kostromine (n° 30-32).
- Immeuble Sobolev (n° 40).
- Hôtel particulier Stroganov (n° 45a, 45b, 45v).
- Hôtel particulier Galitzine (n° 47a, 47v, 47s).
- Maison Smirnov (n° 28).
- Passage Blinov (n° 24).
- Complexe de la banque Roukavichnikov (n° 23 et 9 quai inférieur de la Volga).

### Les églises
Il y avait à l'origine six églises, il n'en reste plus que deux. À partir du Kremlin:
- Église Saint-Jean-Baptiste (ensemble architectural consistant en une église et deux chapelles: celle du Sauveur et la chapelle Tsarskaïa, ou Saint-Alexandre-Nevski (à gauche du porche de l'église), préservée
- Église Saint-Nicolas-du-Marché (à l'emplacement actuel du centre d'affaires Mouravieï), détruite
- Église de la Trinité, détruite
- Deux églises de Saints-Côme-et-Damien: l'ancienne et la nouvelle (à l'emplacement actuel de la place Markine), détruites
- Église de la Nativité-de-la-Vierge (église Stroganov), préservée

Vue de la partie Est de la rue, de la colline du Kremlin. Au premier plan, l'église Saint-Jean-Baptiste.